# Lanark County Buildings

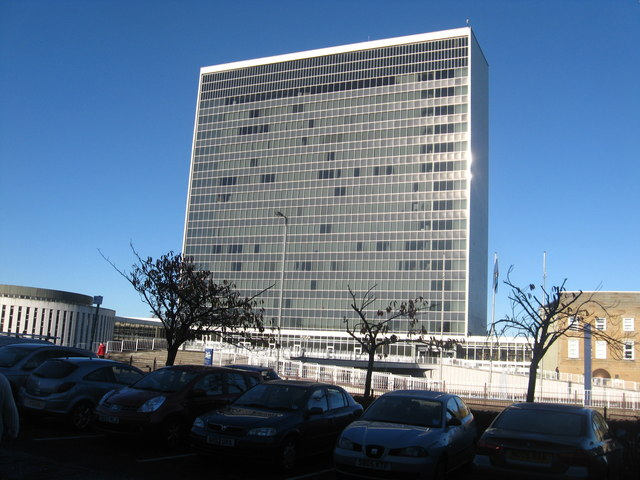
Lanark County Buildings

Die Lanark County Buildings sind der Sitz der Rates der schottischen Council Area South Lanarkshire. Bis zur Reform 1996 waren sie Regierungssitz der Grafschaft Lanarkshire. Sie befinden sich in Hamilton, der Hauptstadt South Lanarkshires. 1993 wurde der Komplex in die schottischen Denkmallisten in der höchsten Denkmalkategorie A aufgenommen.

## Beschreibung
Die Anlage nimmt eine Fläche von rund 15.000 m2 an der Almada Street ein. Sie besteht aus drei miteinander verbundenen Gebäuden. Zentral ragt ein 17-stöckiges modernes Hochhaus 61 m in die Höhe. Dieses ist an der Nordwestseite mit einem dreistöckigen Bürogebäude verbunden. Auf dem Vorhof ist eine Rotunde mit dem Plenarsaal des Regierungsrats vorgelagert. Den Entwurf für den zwischen 1959 und 1964 erbauten Komplex lieferte der regionale Architekt David Gordon Bannerman. Die geschätzten Gesamtkosten betrugen 1,3 Mio. £. Einzig das dreistöckige Bürogebäude wurde bereits 1938 erbaut.
Das markante Hochhaus bietet eine Bürofläche von 8640 m2 Sechs Hochgeschwindigkeitsaufzüge verbinden die einzelnen Stockwerke miteinander. Die Vorhangfassade besteht aus einem eloxierten Aluminiumgerüst mit eingehängten Fenstern. Der Plenarsaal in der Rotunde bietet Platz für 120 Abgeordnete sowie 50 Zuschauer oder Pressevertreter. Vertikale Schlitzfenster laufen um das Gebäude um. Die abschließende Laterne ist mit Schiefer verkleidet.